# Natrokomarovite
La natrokomarovite è un minerale.